# 노부나가의 야망 전국판
《노부나가의 야망 전국판》(일본어: 信長の野望・全国版)은 코에이에서 발매된 역사 시뮬레이션 게임으로, 전작 《노부나가의 야망》에 이은 노부나가의 야망 시리즈의 두 번째 작품이다. 1986년에 먼저 다양한 기종의 PC판으로서 발매되었다. 이후 1988년에 코에이의 가정용 게임기 시장에의 첫 진입이 되는 패미컴으로의 이식을 시작으로, 슈퍼 패미컴 등 다양한 가정용 게임기에도 이식되었다. 타이틀 로고 「전국판」의 부분이 「전ㆍ국ㆍ판」처럼 되어 있는 것도 있다.
코에이 25주년 기념팩의 Vol.1에서도 수록되고, 후에 코에이 정번 시리즈에서 단품으로도 발매되었다.
이후의 시리즈에서는 부하 무장을 도입하고, 전투의 방법이 세분화되고 내용이 복잡해졌지만, 본작의 시스템은 시뮬레이션 게임 초심자도 간단하게 이해할 수 있는 심플한 것이고, 휴대전화 전용 콘텐츠로서도 이식되었다.

## 내용

### 개요
센고쿠 시대를 배경으로, 전투를 통해서 센고쿠 다이묘가 다른 센고쿠 다이묘와 싸워 영토를 빼앗아 전국통일을 하는 것이 목표이다. 후에 시스템 소프트가 《천하통일》이라는 타이틀로 역사 시뮬레이션 게임을 발매했기 때문에, 코에이는 '천하통일'의 사용을 피하게 되었다고 말해지고 있다.
기본적으로 무장은 다이묘 외에는 등장하지 않고, 그 외에 능령은 자신의 결정을 통해 능력을 높여가는 게임이다. 이 게임에 의해 본격적으로 노부나가의 야망 시리즈가 시작되었다. 또 역사 이벤트로 혼노지의 변이 준비되었고, 이후의 작품에서도 전승되었다.
그리고 본작에서부터, 각 다이묘의 얼굴 이미지가 등장했다. 태풍이나, 기근, 암살 등 이벤트 마다 애니메이션 정지 영상도 표시되게 되었다. ADPCM을 표준 탑재한 X68000판에서는 정지 영상과 함께, 연공율(年貢率)을 낮추면 '만세!(バンザーイ!)', 연공율을 올리면 '무리에요(ご無体な~)', 잇키 때에 '이젠 참을 수 없어(もうがまんできねえ)' 등 당시로는 보기 드문 음성이 충분하게 사용되었다.

### 50개국 모드
전작에서는 오와리를 중심으로 한 간토에서 긴키 지방까지의 17개국의 다이묘만이 등장했지만, 본작에서는 북쪽의 에조에서부터 남쪽의 사쓰마 오스미까지 거의 일본 전국을 커버하는 50개국이 무대가 되고, 오다 노부나가를 포함한 모든 등장 다이묘를 플레이어가 선택하여 플레이할 수 있게 되었다. 시스템에서부터 메시지가 규슈 등 각 지의 방언으로 표기되는 「방언 모드」도 도입되어, 방언의 차이를 볼 수 있게 되었다. 동시 플레이 가능 인수도 8인까지로 대폭 확대되었다.
그리고 전작과 같이 17개국을 제패하는 모드도 탑재되었다.

### 다이묘 사망 시의 처리
전술한 대로 본작에는 다이묘만 등장하기 때문에, 다이묘가 사망했을 때의 처리가 후의 작품과는 크게 다르다.
플레이어가 전쟁에서 복수의 영국(領国)을 가진 다이묘 본인을 죽였을 경우, 그 다이묘가 생전에 통치했던 땅은 모두 자신의 영지가 된다. 다음 작품 《전국군웅전》에서는 다이묘가 죽었어도 다른 무장이 있는 경우는 그 무장이 뒤를 있게 되기 때문에 이 시스템은 삭제되지만, 《창천록》에서 「모두 잡기(総取り)」 시스템으로 부활했다.
한편, 병이나 닌자에 의한 암살 등으로 사망한 경우에는, 그 다이묘가 통치했던 영지는 모두 공백지가 되고, 그 땅에 접한 다이묘들에 의해 입찰이 행해졌다. 플레이어가 그 조건에 해당하는 경우는, 입찰할 것인지 아닌지를 선택할 수 있다. 다만 인접한 영지를 다스리는 다이묘가 1명 이하인 경우, 새로운 다이묘가 탄생한다. 다이묘의 이름은 랜덤으로 결정된다. 이 입찰 시스템에 대해서는 후의 작품에서도 유사한 것은 찾을 수 없다.
플레이어도 다이묘 사망 시에는 적자 등에게 계승하지 못하고, 게임 오버가 된다(후술하는 '혼노지의 변'에 의한 노부나가 사망의 경우는 예외로, 히데요시에게 계승된다). 따라서 연령이 높은 다이묘로의 전국통일은 어렵다. 이는 모리 모토나리 등, 후의 작품에서는 통일이 쉬운 다이묘에게도 예외는 아니다.
또 약소 다이묘는 1턴을 넘기지 않고 잇키ㆍ모반ㆍ적으로부터의 침공ㆍ암살로 멸망해 버리기 쉽다(다만 플레이어 다이묘보다 매력이 높은 다이묘에게는 암살은 거의 성공하지 않는다). 그리고 플레이어의 경우, 그 영향은 강하게 나타난다. 레벨이 오르는 만큼 그 영향은 현저하게 나타난다.

### 내정
영국을 발전시켜 가는 과정에서 필요한 경우, 상인에게서 돈을 빌리는 것도 가능하다. 가능한 금액은 그 땅의 마을의 가치와 같은 금액이다. 빌린 돈을 갚는 것은 가을에 자동적으로 행해지지만, 이외의 계절에서도 상인이 있다면 가능하다. 가을에 돈을 갚는 것은 병사에의 급료 지급보다 우선되기 때문에, 빌린 금액이나 연공율에 의해서 그 구니의 병사수가 감소하는 경우도 있다. 병사의 감소는 급료를 지급 못한 만큼 줄어든다. 또, 빌린 돈은 다이묘 단위가 아닌 구니 단위로 계산되기 때문에, 부채를 안은 시점에서 그 구니를 적 다이묘가 빼앗는 경우, 그 다이묘에게 부채를 갚을 의무가 생기게 된다. 셋쓰 이즈미와 야마시로에는 상인이 상주하고 있다.
새로운 영지를 얻으면 위임하는 편이 빠르게 국력을 올릴 수 있지만, 군사국으로 하면 백성의 잇키가, 생산국으로 하면 모반이 일어나기 쉽다. PC-98판, MSX2판에서는 병사수가 0이 되면 모반이 일어나지 않지만, PC-98의 후기판, 윈도우판에서는 병사수가 0이어도 모반이 발생한다. 군사국 및 밸런스국의 경우, 플레이어의 의사와 무관하게 제멋대로 적을 공격하기도 한다.

### 전투
전투는 제1부대(대장의 부대)를 전멸시키거나 퇴각시키면 승리하게 된다. 제1부대가 남아있어도 병량을 다 써버린 쪽이 지게 된다. 제1부대를 전멸시켜 승리하는 경우, 남은 적측의 병사는 자신의 것이 된다.
전투에서는 어느 부대도 1칸 밖에 이동할 수 없다. 또, 인접하지 않으면 공격할 수 없고, 이동과 공격도 같은 턴에서는 할 수 없다. 이것과 전장의 지형을 이용하여, 적의 부대에게서 도망쳐 다니며, 공격 측에게는 병량 공격, 즉 상대의 병량을 끊는 전술, 수비 측에게는 전쟁의 기간(1개월)을 버티는 전술도 가능하다.
부대는 철포ㆍ기마ㆍ아시가루의 순으로 강하다. 다만 철포 부대는 그 구니의 무장도를 50 이상으로 올리지 않으면, 편성을 20%보다 높게 할 수 없다.
또 병사의 충성도(兵忠)가 낮으면 모반이, 주민의 충성도(民忠)나 주민의 재산(民財)이 낮으면 잇키가 일어난다. 모반의 경우는 그 구니의 병사가 정규군과 모반군으로 나뉘어 싸우지만, 잇키의 경우는 정규군과 그 구니의 병사가 모두 동원되고, 잇키군은 그 구니의 병사와는 무관한 병사가 동원된다. 싸우는 방법에 의해서는 잇키에 의한 병사가 반대로 증가하기도 한다.

### 혼노지의 변
본작에서는 50개국 모드에서 역사 이벤트로 '혼노지의 변'이 발생하게 되었다.
통상 발생하는 모반과는 다르게, 오다 측은 야마시로에 주둔하는 병사가 모두 동원되는 것에 대하여 아케치 군의 병력은 배의 병력이 된다. 노부나가 군은 패색이 짙어져도 다른 구니로 퇴각하지 못한다. 아케치 군의 부대 편성은 야마시로의 부대 편성과 같게 된다. 또, 노부나가가 사망하면, 플레이어는 하시바 히데요시로 게임을 속행하게 된다. 그리고 시바타 가쓰이에가 다른 구니에서 1국을 다스리는 다이묘가 되고, 남은 구 오다령은 모두 아케치 미쓰히데의 영지가 된다.

### 버전
본 작품은 다양한 기종으로 이식되었고, 기본 구성은 같으면서 발매 기종 또는 발매시기에 의해서 사양은 꽤 다르다. 따라서 어느 기종, 버전에서는 유효한 공략 방법이, 다른 버전에서는 통용되지 않는 것도 있다.
한 예로, PC98판에서는 256KB판(BGM 없음)과 384KB판(BGM 있음)과 복각판(기동 파일이 ZEN.EXE로 되어 있는 것)의 3방법이 있다. 복각판에 대해서는 수치의 계산이나 조건 분기가 앞의 두 버전과 비교하여 상당히 다르다.

## 콘솔로 이식
- 패밀리 컴퓨터(1988년 3월 18일 발매)
- 슈퍼 패미컴(1993년 8월 5일 발매) - 《슈퍼 노부나가의 야망 전국판》이라고 하는 타이틀로 발매.
- 메가 드라이브(1993년 9월 15일 발매)
- PC 엔진 슈퍼 CD-ROM²(1993년 12월 11일 발매)
- 플레이스테이션(1998년 1월 22일 발매)

슈퍼 패미컴판 이후는 시나리오가 늘어나고, 방언 모드의 부활 등 일부 설정도 변경되었다. 그리고 기이의 호리노우치 우지요시(堀内氏善)가 사이카 마고이치로 변경된 것 등 일부 다이묘가 변경되어 있는 경우도 있다.
또한, 플레이스테이션판의 패키지에 그려져 있는 인물은, 후에 플레이스테이션 2용 소프트 《결전》의 도쿠가와 이에야스의 모델이 되었던 것이라고 생각된다. 패키지의 일러스트와 《결전 컴플리트 가이드》의 설정화의 도쿠가와 이에야스가 흡사한 것이 그 이유이다.